# Wahlkreis Yvelines II
Der Wahlkreis Yvelines II ist seit 1968 ein Wahlkreis (französisch circonscription électorale) für die Wahl der Nationalversammlung.

## Wahlergebnisse

### Parlamentswahl 2002
| Kandidaten                                     | Kandidaten               | Parteien                                               | 1. Wahlgang | 1. Wahlgang | 2. Wahlgang | 2. Wahlgang |
| Kandidaten                                     | Kandidaten               | Parteien                                               | Stimmen     | %           | Stimmen     | %           |
| ---------------------------------------------- | ------------------------ | ------------------------------------------------------ | ----------- | ----------- | ----------- | ----------- |
|                                                | Valérie Pécressegewählt  | UMP – Union pour la majorité présidentielle            | 21.368      | 42,6        | 29.248      | 65,1        |
|                                                | Anne Nègre               | RDG – Parti radical de gauche / Parti socialiste (PRG) | 11.687      | 23,3        | 15.674      | 34,9        |
|                                                | Philippe Morillon        | UDF – Union pour la démocratie française               | 5.783       | 11,5        |             |             |
|                                                | Gérard Dantan            | FN – Front national                                    | 3.886       | 7,8         |             |             |
|                                                | Jean-Bernard Gramunt     | VEC – Les Verts                                        | 1.713       | 3,4         |             |             |
|                                                | Esther Penouilh          | COM – Parti communiste français                        | 1.087       | 2,2         |             |             |
|                                                | Alain Chitrit            | DVD – Union pour la démocratie française Diss.         | 1.009       | 2,0         |             |             |
|                                                | Marie-Christine Payen    | PREP – Pôle républicain                                | 689         | 1,4         |             |             |
|                                                | Christian Marmain        | ECO – Cap21                                            | 521         | 1,0         |             |             |
|                                                | Siméon Nikitoff          | ECO – Le Trèfle – Les nouveaux écologistes             | 431         | 0,9         |             |             |
|                                                | Michel Bernot            | MPF – Mouvement pour la France                         | 429         | 0,9         |             |             |
|                                                | Michel Borel             | DIV – Énergies démocrates                              | 338         | 0,7         |             |             |
|                                                | Claudine Michoux         | LO – Lutte Ouvrière                                    | 328         | 0,7         |             |             |
|                                                | Jacques Lecaillon        | MNR – Mouvement national républicain                   | 302         | 0,6         |             |             |
|                                                | Pascal Perrier           | DVD – Non classé                                       | 211         | 0,4         |             |             |
|                                                | Gisèle Autier            | CPNT – Chasse, pêche, nature, traditions               | 200         | 0,4         |             |             |
|                                                | Monique Cherrier         | ECO – Confédération des écologistes indépendants       | 135         | 0,3         |             |             |
|                                                | Bau Abdallah Abed Abassi | ECO – Génération Écologie                              | 0           | 0,0         |             |             |
| Gesamt                                         | Gesamt                   | Gesamt                                                 | 50.117      | 100         | 44.922      | 100         |
|                                                |                          |                                                        |             |             |             |             |
| Ungültige Stimmen                              | Ungültige Stimmen        | Ungültige Stimmen                                      | 609         | 1,2         | 1.377       | 3,0         |
| Wähler                                         | Wähler                   | Wähler                                                 | 50.726      | 68,6        | 46.299      | 62,7        |
| Wahlberechtigte                                | Wahlberechtigte          | Wahlberechtigte                                        | 73.901      |             | 73.894      |             |
|                                                |                          |                                                        |             |             |             |             |
| Quellen: Innenministerium, Ergebnis – Parteien |                          |                                                        |             |             |             |             |

### Parlamentswahl 2007
| Kandidaten               | Kandidaten              | Parteien                                                      | Stimmen | %    |
| ------------------------ | ----------------------- | ------------------------------------------------------------- | ------- | ---- |
|                          | Valérie Pécressegewählt | UMP – Union pour un mouvement populaire                       | 26.924  | 54,8 |
|                          | Véronique Fafin         | SOC – Parti socialiste                                        | 9.058   | 18,4 |
|                          | Edmond Kameni           | UDFD – Union pour la démocratie française/Mouvement démocrate | 5.147   | 10,5 |
|                          | Patrick Planque         | VEC – Les Verts                                               | 2.388   | 4,9  |
|                          | Michel Golliard         | FN – Front national                                           | 1.565   | 3,2  |
|                          | Esther Penouilh         | COM – Parti communiste français                               | 1.116   | 2,3  |
|                          | Anne-Laure Maleyre      | MPF – Mouvement pour la France                                | 902     | 1,8  |
|                          | Pascal Casimir-Perrier  | DVD – Mouvement social-démocrate                              | 656     | 1,3  |
|                          | Fabien Baron            | DIV – La France en action                                     | 428     | 0,9  |
|                          | Claudine Michoux        | EXG – Lutte Ouvrière                                          | 367     | 0,7  |
|                          | Florence Marschal       | DVG – Mouvement républicain et citoyen                        | 214     | 0,4  |
|                          | Sylvia Bailey           | DVD – Debout la République                                    | 198     | 0,4  |
|                          | Roger Devillaire        | EXD – MNR – Alliance patriotique                              | 167     | 0,3  |
| Gesamt                   | Gesamt                  | Gesamt                                                        | 49.130  | 100  |
|                          |                         |                                                               |         |      |
| Ungültige Stimmen        | Ungültige Stimmen       | Ungültige Stimmen                                             | 506     | 1,0  |
| Wähler                   | Wähler                  | Wähler                                                        | 49.636  | 64,4 |
| Wahlberechtigte          | Wahlberechtigte         | Wahlberechtigte                                               | 77.023  |      |
|                          |                         |                                                               |         |      |
| Quelle: Innenministerium |                         |                                                               |         |      |

### Parlamentswahl 2012
| Kandidaten               | Kandidaten                   | Parteien                                                                              | 1. Wahlgang | 1. Wahlgang | 2. Wahlgang | 2. Wahlgang |
| Kandidaten               | Kandidaten                   | Parteien                                                                              | Stimmen     | %           | Stimmen     | %           |
| ------------------------ | ---------------------------- | ------------------------------------------------------------------------------------- | ----------- | ----------- | ----------- | ----------- |
|                          | Valérie Pécressegewählt      | UMP – Union pour un mouvement populaire                                               | 23.931      | 46,3        | 28.687      | 58,7        |
|                          | Jacques Lollioz              | SOC – Parti socialiste                                                                | 15.783      | 30,5        | 20.212      | 41,3        |
|                          | François Siméoni             | FN – Front national                                                                   | 4.391       | 8,5         |             |             |
|                          | Flavien Bazenet              | CEN – Mouvement démocrate                                                             | 2.038       | 3,9         |             |             |
|                          | Brigitte Bouchet             | VEC – Europe Écologie Les Verts                                                       | 1.949       | 3,8         |             |             |
|                          | Esther Penouilh              | FG – Front de gauche (Parti communiste français)                                      | 1.745       | 3,4         |             |             |
|                          | Nicolas Malaquin             | DVD – Centre national des indépendants et paysans / Mouvement pour la France (Unabh.) | 666         | 1,3         |             |             |
|                          | Didier Chatel                | ECO – Alliance écologiste indépendante                                                | 488         | 0,9         |             |             |
|                          | Bruno Martinville            | DIV – Parti Pirate                                                                    | 422         | 0,8         |             |             |
|                          | Didier Ringot                | EXG – Lutte Ouvrière                                                                  | 141         | 0,3         |             |             |
|                          | Ghislaine Geffroy            | EXG – Nouveau Parti anticapitaliste                                                   | 128         | 0,2         |             |             |
|                          | Marie-Brigitte de la Maduère | DVD – Parti chrétien-démocrate                                                        | 2           | 0,0         |             |             |
| Gesamt                   | Gesamt                       | Gesamt                                                                                | 51.684      | 100         | 48.899      | 100         |
|                          |                              |                                                                                       |             |             |             |             |
| Ungültige Stimmen        | Ungültige Stimmen            | Ungültige Stimmen                                                                     | 385         | 0,7         | 1.093       | 2,2         |
| Wähler                   | Wähler                       | Wähler                                                                                | 52.069      | 62,6        | 49.992      | 60,1        |
| Wahlberechtigte          | Wahlberechtigte              | Wahlberechtigte                                                                       | 83.179      |             | 83.176      |             |
|                          |                              |                                                                                       |             |             |             |             |
| Quelle: Innenministerium |                              |                                                                                       |             |             |             |             |

### Nachwahl 2016
Die Wahl fand am 13. und 20. März statt.
| Kandidaten               | Kandidaten              | Parteien                        | 1. Wahlgang | 1. Wahlgang | 2. Wahlgang | 2. Wahlgang |
| Kandidaten               | Kandidaten              | Parteien                        | Stimmen     | %           | Stimmen     | %           |
| ------------------------ | ----------------------- | ------------------------------- | ----------- | ----------- | ----------- | ----------- |
|                          | Pascal Thévenotgewählt  | LR – Les Républicains           | 11.123      | 46,1        | 14.872      | 72,2        |
|                          | Tristan Jacques         | SOC – Parti socialiste          | 3.135       | 13,0        | 5.713       | 27,8        |
|                          | Benjamin La Combe       | DVD – Yvelines pour tous        | 2.308       | 9,6         |             |             |
|                          | Vincent Collo           | FN – Front national             | 2.265       | 9,4         |             |             |
|                          | Juliette Nitecki Sniter | VEC – Europe Écologie Les Verts | 1.755       | 7,3         |             |             |
|                          | Max Alain Obadia        | DVG – Nouvelle Donne            | 1.178       | 4,9         |             |             |
|                          | Didier Blanchard        | DVD – Nouveau Centre            | 1.044       | 4,3         |             |             |
|                          | Colette Gergen          | COM – Parti communiste français | 865         | 3,6         |             |             |
|                          | Jérémy Bizet            | ECO – France écologie           | 479         | 2,0         |             |             |
| Gesamt                   | Gesamt                  | Gesamt                          | 24.152      | 100         | 20.585      | 100         |
|                          |                         |                                 |             |             |             |             |
| Ungültige Stimmen        | Ungültige Stimmen       | Ungültige Stimmen               | 474         | 1,9         | 1.404       | 6,4         |
| Wähler                   | Wähler                  | Wähler                          | 24.626      | 29,2        | 21.989      | 26,1        |
| Wahlberechtigte          | Wahlberechtigte         | Wahlberechtigte                 | 84.197      |             | 84.191      |             |
|                          |                         |                                 |             |             |             |             |
| Quelle: Innenministerium |                         |                                 |             |             |             |             |

### Parlamentswahl 2017
| Kandidaten               | Kandidaten              | Parteien                                                       | 1. Wahlgang | 1. Wahlgang | 2. Wahlgang | 2. Wahlgang |
| Kandidaten               | Kandidaten              | Parteien                                                       | Stimmen     | %           | Stimmen     | %           |
| ------------------------ | ----------------------- | -------------------------------------------------------------- | ----------- | ----------- | ----------- | ----------- |
|                          | Jean-Noël Barrotgewählt | REM – La République en marche / Mouvement démocrate (MoDem)    | 21.581      | 43,8        | 23.361      | 58,3        |
|                          | Pascal Thévenot         | LR – Les Républicains                                          | 11.115      | 22,6        | 16.711      | 41,7        |
|                          | Marc Soriano            | FI – La France insoumise                                       | 3.583       | 7,3         |             |             |
|                          | Tanguy Ruellan          | ECO – Europe Écologie Les Verts                                | 3.062       | 6,2         |             |             |
|                          | Yasmine Benzelmat       | FN – Front national                                            | 2.828       | 5,7         |             |             |
|                          | Pascal Casimir-Perrier  | DIV – Unabh.                                                   | 1.591       | 3,2         |             |             |
|                          | Pascal Poirot           | DVD – Parti chrétien-démocrate                                 | 1.525       | 3,1         |             |             |
|                          | Christophe Plissier     | ECO – Parti animaliste                                         | 811         | 1,6         |             |             |
|                          | Françoise Forel         | DLF – Debout la France                                         | 643         | 1,3         |             |             |
|                          | Jérémy Bizet            | ECO – Mouvement 100 % / MÉI / Sonst. (France écologie)         | 635         | 1,3         |             |             |
|                          | Céline Jullié           | EXD – Union des patriotes (Souveraineté, identité et libertés) | 591         | 1,2         |             |             |
|                          | Gilles Pontlevoy        | DVG – Nouvelle Donne                                           | 429         | 0,9         |             |             |
|                          | Sylvain Gargasson       | DIV – Union populaire républicaine                             | 336         | 0,7         |             |             |
|                          | Hélène Janisset         | EXG – Lutte Ouvrière                                           | 194         | 0,4         |             |             |
|                          | Jean-Guy Sayous         | DVD – Convergence Citoyenne                                    | 180         | 0,4         |             |             |
|                          | Axel Brunet             | DVG – Mouvement des progressistes                              | 119         | 0,2         |             |             |
|                          | Emmanuelle Devin        | DVD – Alliance Royale                                          | 8           | 0,0         |             |             |
| Gesamt                   | Gesamt                  | Gesamt                                                         | 49.231      | 100         | 40.072      | 100         |
|                          |                         |                                                                |             |             |             |             |
| Leere Stimmzettel        | Leere Stimmzettel       | Leere Stimmzettel                                              | 460         | 0,9         | 2.295       | 5,3         |
| Ungültige Stimmzettel    | Ungültige Stimmzettel   | Ungültige Stimmzettel                                          | 142         | 0,3         | 742         | 1,7         |
| Wähler                   | Wähler                  | Wähler                                                         | 49.833      | 58,3        | 43.109      | 50,5        |
| Wahlberechtigte          | Wahlberechtigte         | Wahlberechtigte                                                | 85.418      |             | 85.418      |             |
|                          |                         |                                                                |             |             |             |             |
| Quelle: Innenministerium |                         |                                                                |             |             |             |             |

### Parlamentswahl 2022
| Kandidaten               | Kandidaten              | Parteien                                                                         | 1. Wahlgang | 1. Wahlgang | 2. Wahlgang | 2. Wahlgang |
| Kandidaten               | Kandidaten              | Parteien                                                                         | Stimmen     | %           | Stimmen     | %           |
| ------------------------ | ----------------------- | -------------------------------------------------------------------------------- | ----------- | ----------- | ----------- | ----------- |
|                          | Jean-Noël Barrotgewählt | ENS – Ensemble ! (Mouvement démocrate)                                           | 17.391      | 34,9        | 28.559      | 64,3        |
|                          | Maïté Carrive-Bedouani  | NUP – Nouvelle union populaire écologique et sociale (Europe Écologie Les Verts) | 11.296      | 22,7        | 15.880      | 35,7        |
|                          | Pascal Thévenot         | LR – Les Républicains                                                            | 7.262       | 14,6        |             |             |
|                          | Gaëtan Brault           | RN – Rassemblement National                                                      | 4.215       | 8,5         |             |             |
|                          | Céline Jullié           | REC – Reconquête                                                                 | 4.078       | 8,2         |             |             |
|                          | Jérémy Bizet            | ECO – France Ecologie                                                            | 2.310       | 4,6         |             |             |
|                          | Pascal Casimir-Perrier  | DVC – La République en marche Diss.                                              | 1.268       | 2,5         |             |             |
|                          | Clara Ferré             | ECO – Parti animaliste                                                           | 868         | 1,7         |             |             |
|                          | Isabelle Wawszczyk      | DSV – Les Patriotes                                                              | 656         | 1,3         |             |             |
|                          | Hélène Janisset         | EXG – Lutte Ouvrière                                                             | 282         | 0,6         |             |             |
|                          | Matthieu Borocco        | DIV – Parti Pirate                                                               | 229         | 0,5         |             |             |
| Gesamt                   | Gesamt                  | Gesamt                                                                           | 49.855      | 100         | 44.439      | 100         |
|                          |                         |                                                                                  |             |             |             |             |
| Leere Stimmzettel        | Leere Stimmzettel       | Leere Stimmzettel                                                                | 470         | 0,9         | 2.301       | 4,8         |
| Ungültige Stimmzettel    | Ungültige Stimmzettel   | Ungültige Stimmzettel                                                            | 159         | 0,3         | 782         | 1,6         |
| Wähler                   | Wähler                  | Wähler                                                                           | 50.484      | 58,4        | 47.522      | 55,0        |
| Wahlberechtigte          | Wahlberechtigte         | Wahlberechtigte                                                                  | 86.497      |             | 86.404      |             |
|                          |                         |                                                                                  |             |             |             |             |
| Quelle: Innenministerium |                         |                                                                                  |             |             |             |             |

### Nachwahl 2022
Die Wahl fand am 2. und 9. Oktober statt.
| Kandidaten                                      | Kandidaten              | Parteien                                                                         | 1. Wahlgang | 1. Wahlgang | 2. Wahlgang | 2. Wahlgang |
| Kandidaten                                      | Kandidaten              | Parteien                                                                         | Stimmen     | %           | Stimmen     | %           |
| ----------------------------------------------- | ----------------------- | -------------------------------------------------------------------------------- | ----------- | ----------- | ----------- | ----------- |
|                                                 | Jean-Noël Barrotgewählt | ENS – Ensemble ! (Mouvement démocrate)                                           | 9.635       | 42,3        | 12.707      | 71,7        |
|                                                 | Maïté Carrive-Bedouani  | NUP – Nouvelle union populaire écologique et sociale (Europe Écologie Les Verts) | 4.237       | 18,6        | 5.022       | 28,3        |
|                                                 | Pascal Thévenot         | LR – Les Républicains                                                            | 4.055       | 17,8        |             |             |
|                                                 | Laurence Trochu         | REC – Reconquête                                                                 | 2.521       | 11,1        |             |             |
|                                                 | Anne Jacqmin            | RN – Rassemblement National                                                      | 1.965       | 8,6         |             |             |
|                                                 | Pascal Casimir-Perrier  | DVC – La République en marche Diss.                                              | 371         | 1,6         |             |             |
| Gesamt                                          | Gesamt                  | Gesamt                                                                           | 22.784      | 100         | 17.729      | 100         |
|                                                 |                         |                                                                                  |             |             |             |             |
| Leere Stimmzettel                               | Leere Stimmzettel       | Leere Stimmzettel                                                                | 255         | 1,1         | 1.078       | 5,6         |
| Ungültige Stimmzettel                           | Ungültige Stimmzettel   | Ungültige Stimmzettel                                                            | 91          | 0,4         | 420         | 2,2         |
| Wähler                                          | Wähler                  | Wähler                                                                           | 23.130      | 26,7        | 19.227      | 22,2        |
| Wahlberechtigte                                 | Wahlberechtigte         | Wahlberechtigte                                                                  | 86.716      |             | 86.710      |             |
|                                                 |                         |                                                                                  |             |             |             |             |
| Quellen: Kandidaten – 1. Wahlgang – 2. Wahlgang |                         |                                                                                  |             |             |             |             |

### Parlamentswahl 2024
| Kandidaten               | Kandidaten              | Parteien                                                | 1. Wahlgang | 1. Wahlgang | 2. Wahlgang | 2. Wahlgang |
| Kandidaten               | Kandidaten              | Parteien                                                | Stimmen     | %           | Stimmen     | %           |
| ------------------------ | ----------------------- | ------------------------------------------------------- | ----------- | ----------- | ----------- | ----------- |
|                          | Jean-Noël Barrotgewählt | ENS – Ensemble pour la République (Mouvement démocrate) | 22.500      | 35,0        | 43.607      | 72,7        |
|                          | Maïté Carrive-Bedouani  | UG – Nouveau Front populaire (Les Écologistes)          | 16.893      | 26,3        | 16.383      | 27,3        |
|                          | Gaëtan Brault           | RN – Rassemblement National                             | 14.013      | 21,8        |             |             |
|                          | Pascal Thévenot         | LR – Les Républicains                                   | 9.327       | 14,5        |             |             |
|                          | Philippe Loire          | REC – Reconquête                                        | 893         | 1,4         |             |             |
|                          | Marielle Saulnier       | EXG – Lutte Ouvrière                                    | 486         | 0,8         |             |             |
|                          | Bertrand Hugon          | DIV – République souveraine Diss.                       | 153         | 0,2         |             |             |
| Gesamt                   | Gesamt                  | Gesamt                                                  | 64.265      | 100         | 59.990      | 100         |
|                          |                         |                                                         |             |             |             |             |
| Leere Stimmzettel        | Leere Stimmzettel       | Leere Stimmzettel                                       | 701         | 1,1         | 2.318       | 3,7         |
| Ungültige Stimmzettel    | Ungültige Stimmzettel   | Ungültige Stimmzettel                                   | 275         | 0,4         | 583         | 0,9         |
| Wähler                   | Wähler                  | Wähler                                                  | 65.241      | 75,0        | 62.891      | 72,3        |
| Wahlberechtigte          | Wahlberechtigte         | Wahlberechtigte                                         | 86.979      |             | 86.991      |             |
|                          |                         |                                                         |             |             |             |             |
| Quelle: Innenministerium |                         |                                                         |             |             |             |             |